# Аклу
Аклу (фр. Aclou) насеље је и општина у северној Француској у региону Горња Нормандија, у департману Ер која припада префектури Берне.
По подацима из 2011. године у општини је живело 271 становника, а густина насељености је износила 73,24 становника/km². Општина се простире на површини од 3,7 km². Налази се на средњој надморској висини од 142 метара (максималној 155 m, а минималној 57 m).

## Демографија
| 1962. | 1968. | 1975. | 1982. | 1990. | 1999. | 2011. |
| ----- | ----- | ----- | ----- | ----- | ----- | ----- |
| 172   | 189   | 199   | 250   | 243   | 222   | 271   |

График промене броја становника у току последњих година